# Edgar Honetschläger

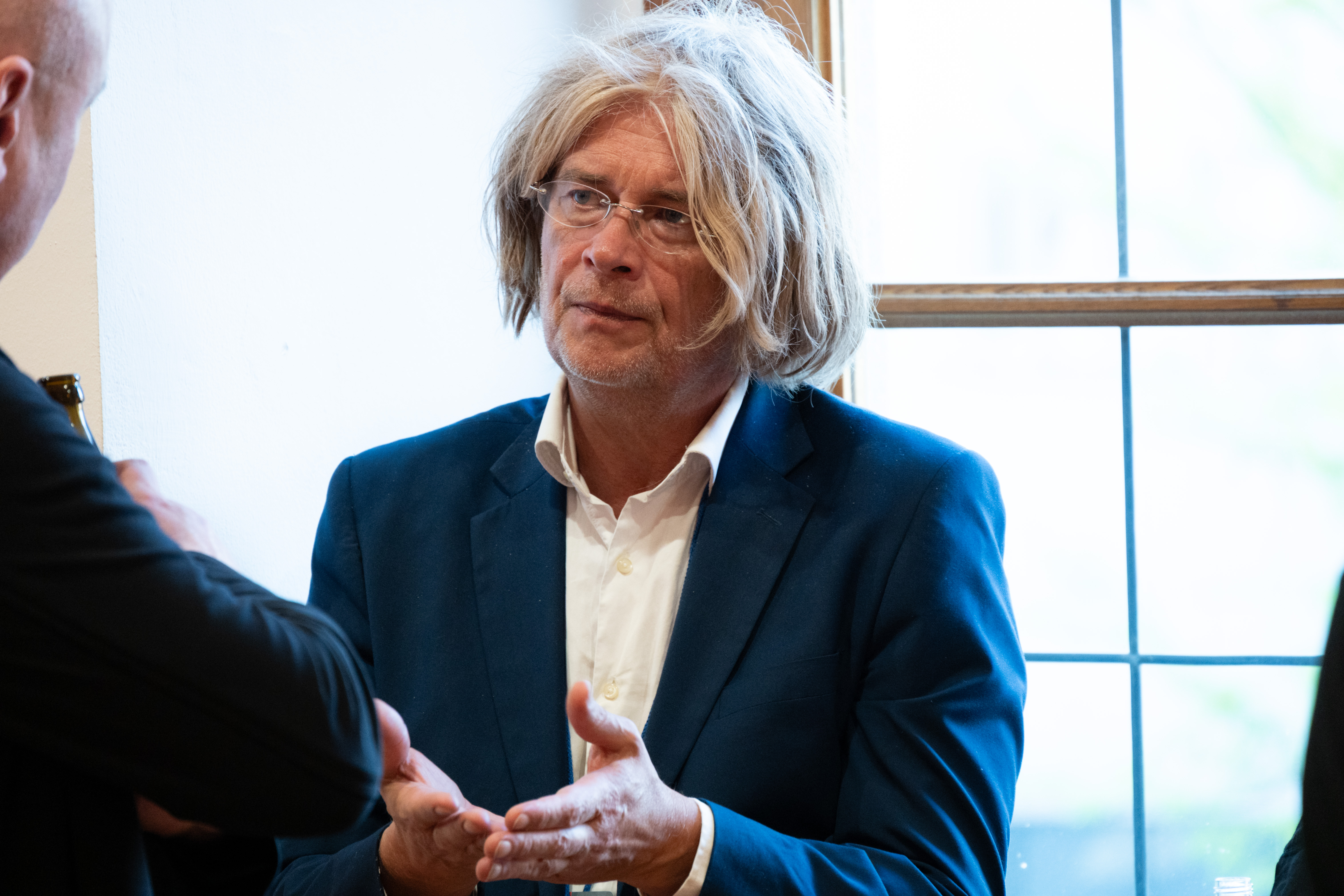
Edgar Honetschläger (2025)

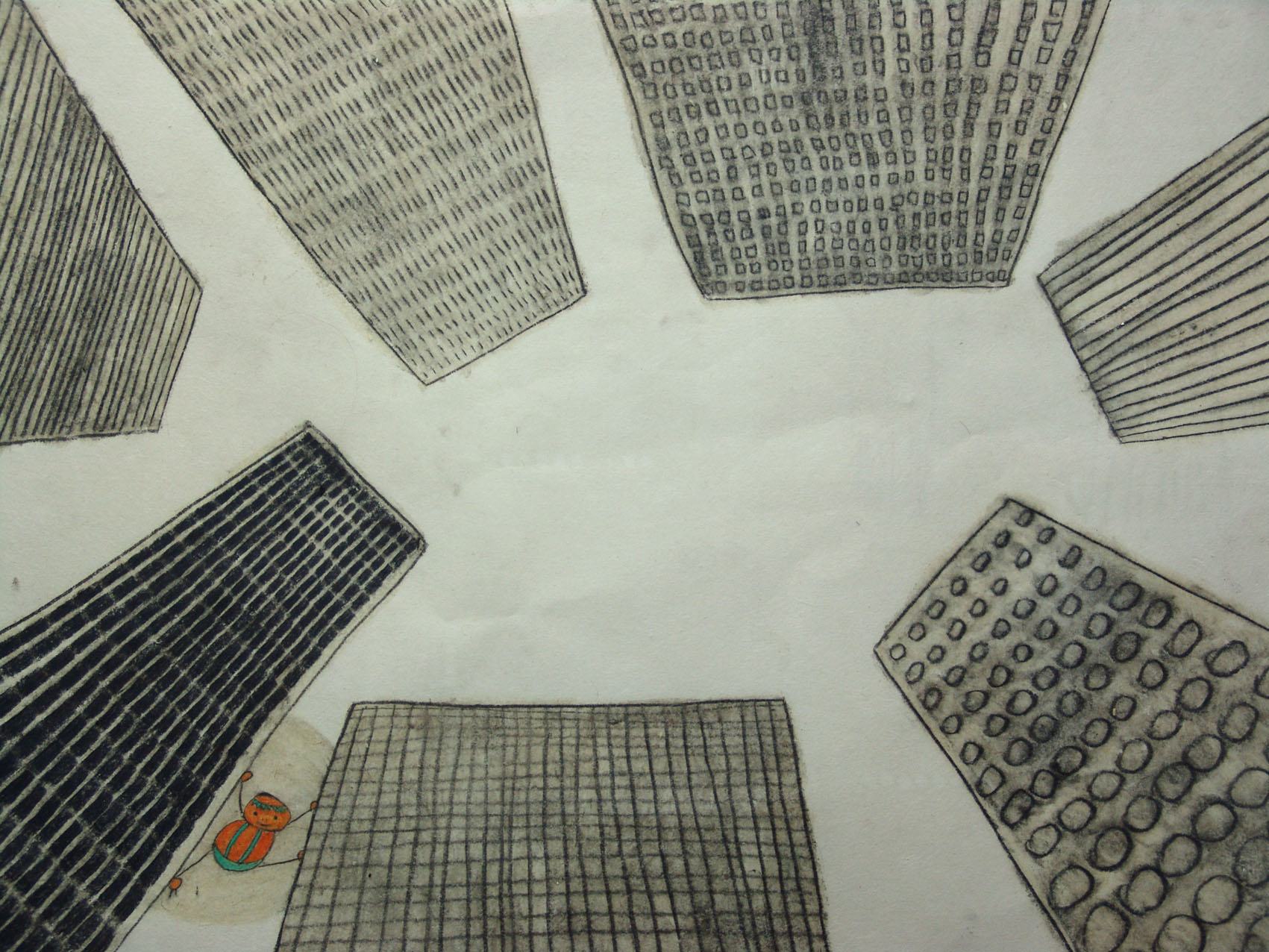
Zeichnung aus der Serie EIN KAPPA GEHT NACH TOKYO, 2006

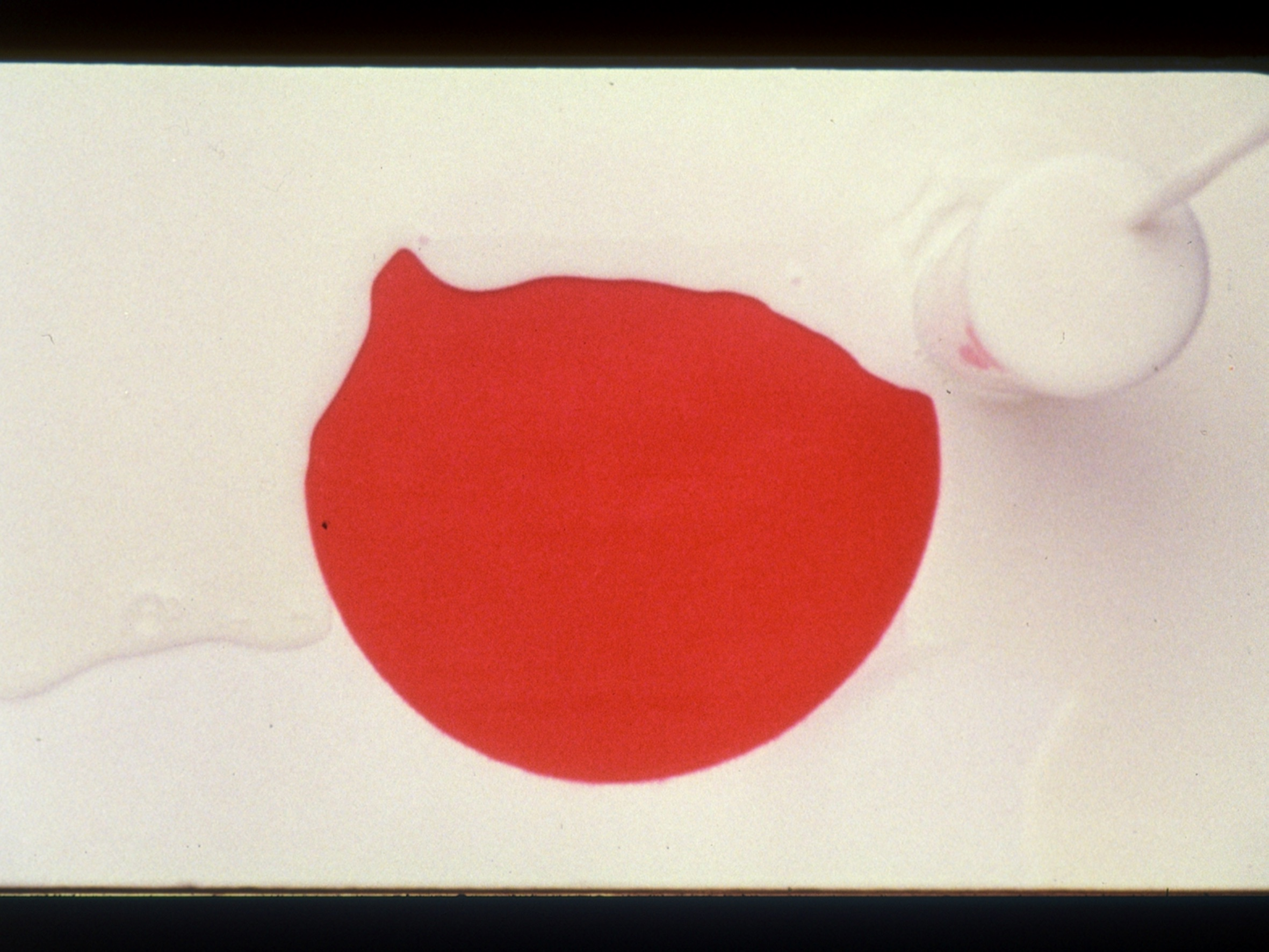
Frame aus dem Spielfilm Milk, 1997

Edgar Honetschläger (* 1967 oder 1963 in Linz) ist ein österreichischer bildender Künstler, Drehbuchautor, Filmregisseur und Umweltaktivist. Er lebt in Italien und Österreich. Der Bogen seiner Arbeiten spannt sich von Zeichnung, Malerei und Photographie über Performance, Installationen und Interventionen bis zu Kurz- und Spielfilmen.

## Leben
Edgar Honetschläger wuchs in Österreich auf, studierte Betriebswirtschaft und Kunstgeschichte in Linz, Graz und Wien. 1989 zog er nach New New York und 1992 weiter nach Tokyo, das bis 2011 – das Jahr der Katastrophe von Fukushima – seine Homebase blieb. Von dort aus pendelte er regelmäßig in die USA, nach Südamerika und Europa. 2008 lebte er ein Jahr in Brasilien (Brasilia und São Paulo), ab 2011 in Italien, vorwiegend in Tarquinia, nahe Rom, und in Wien. Er malt, zeichnet und dreht Filme, für die er die Drehbücher schreibt, Regie führt und die er selbst produziert. In seinen Kunstprojekten wie auch in seinen Filmen spielt die Natur eine tragende Rolle. Jahrelange Aufenthalte in den USA, in Japan, Südamerika und Italien haben seine ästhetische und intellektuelle Entwicklung geprägt. 2006 gründet Honetschläger die EDOKO Institute Film Production in Wien und die RIBO Ltd. Tokyo, 2018 den gemeinnützigen Verein GoBugsGo, der sich für die Erhaltung des Lebensraums von Insekten einsetzt und sogenannte 'Non-Human Zones' errichtet. Honetschläger realisierte über die Jahrzehnte viele Projekte mit der Filmproduzentin und Regisseurin Yukika Kudo.
Er war Gastprofessor an der Kunsthochschule Linz, Lecturer an den Universitäten Geijutsu Daigaku University Tokyo, Nihon University Tokyo, Yamaguchi University, University Olomouc Tschechische Republik, Universität für Angewandte Kunst Wien, Akademie der bildenden Künste Wien, Universität von Yazd/Iran.

## Werk
In seiner künstlerischen Arbeit hinterfragt Honetschläger vermeintlich kulturelle Gegebenheiten, insbesondere tradierte Vorstellungen von Individualismus, den linearen Zeitbegriff und die Folgen für unseren Umgang mit Natur. Honetschlägers Zeichnungen sind meist zart und flächig, mit und ohne Farbe, immer poetisch und bilden die Grundlage seiner Kunst. Seine malerischen und filmischen Arbeiten fordern oft ein Umdenken heraus, haben politische Subtexte und bleiben immer der Kunst verpflichtet, sie stellen auf subtile Art gewohnte Sichtweisen zur Disposition. Die Arbeiten, ob Malerei, Installation oder Film, sind handwerklich präzise, das Produkt langer Vorbereitungen, mit überraschenden Perspektiven, die Staunen evozieren. In seinen oft surrealen, assoziativen Filmen verbindet der Künstler Ästhetik mit Humor, Poesie und Kritik, ob er wie für die WeltExpo 2005 in Japan ein Huhn bekleidet, wie andere ihre Hunde, japanische Pop-Kultur mit Traditionen konfrontiert, oder im Film Die Ameisen des Midas einen Esel zum Star macht und etruskische Philosophie auferstehen lässt. Honetschläger wandert als Flaneur durch die Welt, träumt, spielt und forscht in intellektuellen wie in künstlerischen Gefilden.
Los Feliz (2016) ist der Versuch alle Ausdrucksformen, die die Kunst kennt, auf die Leinwand zu bringen: Malerei, Zeichnung, Skulptur, Performance, Theater, Aktivismus, Intervention etc. und Film im Film. Ein Antifilm. 1997 lud Catherine David seine Arbeit 97-(13+1) zur documenta X ein, 1998 feierte seinen ersten Spielfilm MILK bei der Berlinale Premiere, über den der Filmkritiker Doland Richie schrieb: In MILK trägt die ganze Japanoiserie ihre doppelte Bedeutung mit grosser Anmut. Der Film handelt von Haltungen und versteckten Subtexten. Sie alle betreffen Zusammenhänge die am Ende dieses Jahrhunderts mächtig sind - unsere Freundin Entfremdung (siehe Antonioni für schwerwiegendere Behandlung), wird spielerisch und unbedrohlich dargestellt, aber unterm Strich bleibt es Entfremdung’.
Photographien, Malerei, Zeichnungen, Videos und Installationen wurden u. a. in Personalen im Museo d’Arte Contemporanea di Roma, dem Belvedere 21, Kunstmuseum Brandts (Odense Dänemark), sowie der Kunsthalle Wien, im National Palace Museum Taiwan, bei der Triennale Milano, im Hammer Museum Los Angeles, bei der Art Basel oder Sagatcho Exhibit Space in Tokyo gezeigt. Seine Arbeiten befinden sich z. B. in öffentlichen und privaten Sammlungen wie Minato Mirai Yokohama in Japan, im Museum für Moderne Kunst Luxemburg, in der Albertina Wien, im Museum der Moderne Salzburg, im Kunstforum der Bank Austria Wien, in der Kunstsammlung des österreichischen Artothek, der T-Mobile Sammlung and Red Bull Salzburg Austria. Seine filmischen Arbeiten wurden unter anderem beim International Film Festival Rotterdam, bei der Diagonale, der Berlinale und der Viennale präsentiert. 2025 ist er Special Artist bei Crossing Europe in Linz und gleichzeitig zeigt das Nordico die Personale Give Nature a Break.

## Einzel- und Gruppenausstellungen (Auswahl)
- 1990 Palais Wittgenstein, Wien.
- 1991 MJS Books and Graphics, New York.
- 1992 Kunst Raum Stuttgart; Austrian Cultural Institute New York; Asacloth Gallery, Tokio.
- 1993 Gallery Hosomi, Tokio; SAI Gallery, Osaka.
- 1994 Sagacho Exhibit Space Tokyo.
- 1995 Art Fair Yokohama; Philips Galerie, Wien.
- 1997 documenta X; Griffin Contemporary Exhibitions, Los Angeles; Art Basel.
- 1999 Artforum Meran; Kunstraum Viktor Bucher, Wien.
- 2000 Kunsthalle Wien, Kunsthalle Krems, FIAC Paris.
- 2001 Landesgalerie am Oberösterreichischen Landesmuseum, Linz; Steirischen Herbst, Graz; Triennale Milano.
- 2002 Kunsthallen Brandts, Odense; Art Cologne.
- 2004 Galerie Charim, Wien; Vienna Art Fair; Art Zürich.
- 2005 Weltausstellung Aichi, Japan; Hangar 7, Salzburg.
- 2006 Aarhus Kunstbygning – Center for Contemporary Art.
- 2007 National Palace Museum, Taipei; Ursula Blickle Stiftung.
- 2008 Wien Museum; Fotohof Salzburg; Nationalbibliothek Wien.
- 2009 Lentos Linz; Kunsthalle Krems.
- 2010 MUDAM Luxembourg; Casino Luxembourg.
- 2011 Charim Galerie, Wien; Oberösterreichische Landesgalerie; Rupertinum Salzburg.
- 2012 Charim Galerie, Wien; Bambin Art Gallery, Tokyo.
- 2013 Kunstforum Montafon; Museum Kunst der Westküste, Deutschland; Belvedere 21, Wien; TBA 21, Wien; Steinbrener/Dempf, Wien.
- 2014 Vienna Art Week; Traklhaus Salzburg; Vienna Parkfair.
- 2016 Belvedere 21, Wien; Museo d’Arte Contemporanea di Roma.
- 2018 Kunsthalle Wien; Charim Galerie, Wien.
- 2019 Forum Stadtpark Graz; Oberösterreichische Landesgalerie; Museum der Moderne Salzburg, Frankfurter Kunstverein.
- 2020 Kunstverein Eisenstadt, H2 Glaspalast Augsburg, Quartiere Intelligente Napoli.
- 2021 Kulturstiftung H. Geiger Basel, Vienna Biennale for Change, Forum Austriaco di Cultura Roma, Kunstforum Montafon.
- 2022 Stadtgalerie Bietigheim-Bissingen 2021, Kulturstiftung H. Geiger Basel, Triennale MAK Wien.
- 2023 Charim Galerie Wien, Globart Ausstellung im Pavillon des Stift Melk.
- 2025 Give Nature a Break, Personale im Nordico Linz[10]

## Filmografie
- 1991: 1991: Sequences, Film, 15 min. in Zusammenarbeit mit Serge Pinkus (CH), Josef Ramaseder (AT), Paula Hayes (USA), James Goldwasser (USA), Dorothea Braemer(USA), Sjoerd Hofstra (NL), Gregory Volk (USA), Mia Hansford (USA).
- 1996: 97-(13+1), Video, 10 min. Uraufführung bei der documenta X.
- 1996: HCN MIAU, Werbespot für die Firma Humanic, 2 × 45 s
- 1997: Milk, Spielfilm, 100 min. Uraufführung bei der Berlinale.
- 1999: Randzonen, Kinospot, 45 sek.
- 1999: Sardines, Drehbuch für Susan Landau Finch
- 2000: Colors = the history of chocolate, masaccio, in times of emergency, Filmtrilogie, 33 min.
- 2000: L+R, Filmessay, 79 min.
- 2001: Isola Farnese, Spot für die Diagonale.
- 2001: Los Feliz, Spielfilmdrehbuch.
- 2002: Enduring Freedom, Internetfilm, 4 min.
- 2002: George in Hollywood, Kurzfilm, 3 min.
- 2003: Brasilia, Drehbuch für einen Fake-Dokumentarfilm.
- 2003: Il mare e la Torta, Film Essay, 60 min., Uraufführung bei der Viennale.
- 2005: Erni, Kurzfilm, 7 min. Uraufführung bei der World Expo in Aichi Japan.
- 2007: Beijing Holiday, Kurzfilm, 13 min.
- 2008: Sugar&Ice, Kurzfilm, 5 min.,
- 2011: Aun, Spielfilm, 100 min.
- 2012: Kazue, Kurzfilm, 2 min.
- 2012: Longing, Kurzfilm, 3 min.
- 2013: Omsch, Dokumentarfilm, 83 min. Uraufführung beim Visions du Réel International Film Festival Nyon.[11]
- 2015: 320 Filosofiana, experimenteller Kurzfilm, 18 min. Uraufführung bei der Viennale.
- 2016: Los Feliz, Spielfilm, 105 min. Uraufführung im Belveder, 21er Haus.[12]
- 2018: Flukuthuk, experimenteller Kurzfilm, 13 min., Uraufführung bei der Viennale.
- 2023: Die Ameisen des Midas, Film Essay, 75 min. Film Essay, 75 minUraufführung beim IFFR.[13]

## Publikationen
- Memoirs of a good for nothing. Mit Original-Lithographien und Stories, offset print with the kind permission of Lord Weidenfeld. Vác, Hungary 1990, printed in Országos Grafikai Mühely, edition 75 pieces (KUNSTBUCH in Auflage 75 Stück), Selbstverlag.
- Aus dem Leben eines Taugenichts, Vác, Hungary 1990, gedruckt im Országos Grafikai Mühely, Auflage 75 Stück, 40 Seiten Original fünf-farb Lithographien (210 Abbildungen) (KUNSTBUCH in Auflage 75 Stück), Selbstverlag.
- Palais Wittgenstein, A sculpture and drawing show that took place in the famous house the philosopher Ludwig Wittgenstein had designed for his sister in Vienna’s 3rd district. With texts by the former dean of Vienna’s Academy for applied arts Oswald Oberhuber, critic Wojtek Szaynovsky and Edgar Honetschläger, Selbstverlag Wien 1991.
- Tools, A sculpture and drawing show that moved from Tokyo via Osaka to Linz/Austria with texts by museum director Peter Assmann and critic Hazel Rosenstrauch. Wien/Tokyo 1992.
- Schuhwerk. Documentation of the internationally acclaimed performance project photographed by Shigeo Anzai and layed out by the Japanese emperors designer Kazuyoshi Oishi. With texts by Gallerist Masami Shiraishi, anthropologist Masao Yamaguchi, and a discussion between curator Fumio Nanjo and Edgar Honetschläger. Tokyo 1993.
- 97-(13+1) Catalogue reflecting the piece at documenta X curated by Catherine David. With an essay by Edgar Honetschläger challenging Roland Barthes’ Empire of Signs. Selbstverlag, Vienna 1997.
- Performance in Tokyo, Katalog. Mit einem Essay von Edgar Honetschläger, Wien 1997.
- Ich habe Zeit. Dokumentation der Installation in der Portfolio Gallery realisiert mit dem Architekten Ernst Fuchs. Mit Texten von Jan Tabor und Edgar Honetschläger. Selbstverlag, Wien 1997.
- Edgar Honetschläger, REGIE / DIRECTING. A brief summary of 12 year of art and film work with introducing words by Museumcurators Martin Hochleitner and Thorsten Sadowsky, an essay on Milk / L+R / colors by film critic Georg Seeßlen as well as interviews with and background stories by Edgar Honetschläger. Bibliothek der Provinz, Weitra 2001, ISBN 3-85252-236-6.
- Edgar Honetschläger, Tokyo Plain. Mit 64 Farbdrucken und 40 stories. Graphic Design: Bernhard Winkler, Fotohof Salzburg, Salzburg 2008, ISBN 978-3-901756-97-9
- Edgar Honetschläger – Katalog der Einzelausstellung in der Kunsthalle Krems, Austria/Luxembourg 2009
- Edgar Honetschläger, Edopolis, mit Texten von Dieter Buchhart, Enrico Lunghi, Gertjan, Zuilhof, Graphic Design Nele Steinborn. Katalog der Einzelausstellung in der Kunsthalle Krems, Austria / Luxembourg 2009, Verlag für Moderne Kunst Nürnberg, ISBN 978-3-941185-26-5
- Sugar and Ice, mit Essays von Clarice Lispector und Edgar Honetschläger, Design Edgar Honetschläger und Sophie Thun, schlebrügge.editor, Wien 2013. ISBN 978-3-902833-35-8
- Ein Kappa geht nach Tokyo, mit 27 Farbzeichnungen, schlebrügge.editor, Wien 2016, ISBN 978-3-902833-95-2

## Auszeichnungen (Auswahl)
- 2024: Niederösterreichischer Kulturpreis: Würdigungspreis für Kultur und Regeneration[14]